# کیریل ایوانف (ورزشکار)
کیریل ایوانف (انگلیسی: Kirill Ivanov؛ زادهٔ january ۱۴, ۱۹۶۰ (۶۵ سال)) ورزشکار اهل اتحاد جماهیر شوروی سوسیالیستی است.
وی در مسابقات کشوری و بین‌المللی در مجموع برندهٔ ۱ مدال برنز شده‌است.